# Comuna Catalina, Covasna
Catalina, mai demult Sâncatolna (în maghiară Szentkatolna), este o comună în județul Covasna, Transilvania, România, formată din satele Catalina (reședința), Hătuica, Imeni, Mărcușa și Mărtineni.

## Demografie
Componența etnică a comunei Catalina
     Maghiari (90,34%)
     Romi (4,78%)
     Români (1,72%)
     Alte etnii (0%)
     Necunoscută (3,16%)
Componența confesională a comunei Catalina
     Romano-catolici (68,72%)
     Reformați (25,59%)
     Ortodocși (1%)
     Alte religii (1,06%)
     Necunoscută (3,62%)
Conform recensământului efectuat în 2021, populația comunei Catalina se ridică la 3.200 de locuitori, în scădere față de recensământul anterior din 2011, când fuseseră înregistrați 3.378 de locuitori. Majoritatea locuitorilor sunt maghiari (90,34%), cu minorități de romi (4,78%) și români (1,72%), iar pentru 3,16% nu se cunoaște apartenența etnică. Din punct de vedere confesional, majoritatea locuitorilor sunt romano-catolici (68,72%), cu o minoritate de reformați (25,59%), iar pentru 3,62% nu se cunoaște apartenența confesională.

## Politică și administrație
Comuna Catalina este administrată de un primar și un consiliu local compus din 13 consilieri. Primarul, Levente Tusa[*], de la Uniunea Democrată Maghiară din România, este în funcție din 2004. Începând cu alegerile locale din 2024, consiliul local are următoarea componență pe partide politice:
|  | Partid                                 | Consilieri | Componența Consiliului | Componența Consiliului | Componența Consiliului | Componența Consiliului | Componența Consiliului | Componența Consiliului | Componența Consiliului |
|  | -------------------------------------- | ---------- | ---------------------- | ---------------------- | ---------------------- | ---------------------- | ---------------------- | ---------------------- | ---------------------- |
|  | Uniunea Democrată Maghiară din România | 7          |                        |                        |                        |                        |                        |                        |                        |
|  | Alianța Maghiară din Transilvania      | 5          |                        |                        |                        |                        |                        |                        |                        |
|  | Partida Romilor „Pro Europa”           | 1          |                        |                        |                        |                        |                        |                        |                        |

## Imagini

Catalina în Harta Iosefină a Transilvaniei, 1769-1773
Catalina în Harta Iosefină a Transilvaniei, 1769-1773

## Personalități
- Vasile Luca (născut Luka László), activist comunist.

## Vezi și
- Biserica romano-catolică din Hătuica
- Biserica reformată din Mărcușa
- Biserica reformată din Mărtineni
- Râul Negru (sit de importanță comunitară)
- Valea Râului Negru (arie de protecție specială avifaunistică)